# Faragó György (jogász)
Faragó György, születési nevén Feuermann György (Kecskemét, 1902. május 15. – Budapest, 1985. január 24.) magyar jogász, belügyi államtitkár.

## Élete
Feuermann Gyula és Feuermann Berta fia. Apja mészkereskedő, majd kútfúró mester volt. Ő maga a budapesti VI. kerületi Állami Főgimnáziumban érettségizett, tanulmányai mellett házitanító is volt. Később a Kereskedelmi Akadémia főiskolai tagozatán tanult tovább, végzése után pedig ipari és kereskedelmi vállalatok tisztviselője lett. Beiratkozott a Pázmány Péter Tudományegyetem Állam- és Jogtudományi Karára, ahol 1926-ban abszolutóriumot szerzett, majd 1931-ben letette az ügyvédi és bírói szakvizsgát is, ami után ügyvédi irodát nyitott.
1939-ben lett tagja a Magyarországi Szociáldemokrata Pártnak (MSZDP), majd 1944-ben – feleségével együtt – bekapcsolódott az antifasiszta mozgalomba; ugyanebben az időben tagja lett a Stollár Béla vezette Klotild utcai fegyveres ellenállási csoportnak. 1945 után az MSZDP VII. kerületi pártszervezetének elnöke, továbbá a párt színeiben a Fővárosi Végrehajtó Bizottság és az ellenőrző bizottság tagja is lett; ügyvédi tevékenységét egyidejűleg felfüggesztette. Rövid időn belül alelnökké, majd elnökké választották a Közalkalmazottak Országos Szabad Szakszervezetében; szintén 1945-ben tagja lett a Magyar Partizán Szövetségnek is.
1945. szeptember 1-jén kinevezték a Kincstári Jogügyi Igazgatóság vezetőjévé, amely pozícióból 1947. június 14-én mentették fel, egyidejűleg kinevezték a Dinnyés-kormány belügyi politikai államtitkárának. Az 1947. augusztusi országgyűlési választásokon az MSZDP országos listájáról bekerült a törvényhozásba, 1948. július 13-án pedig visszahelyezték 1947 előtti, kincstári pozíciójába is. Mivel e tisztsége összeférhetetlennek minősült a parlamenti képviselőséggel, mandátumáról 1948. augusztus 4-én lemondott.
A szociáldemokrata párt XXVI. kongresszusán, 1948. március 8-án a párt Ellenőrző Bizottságának tagjává választották, a pártegyesítéskor pedig belépett az újonnan létrejött Magyar Dolgozók Pártjába (MDP). 1949. augusztus 15-én a Budapesti Felsőbíróság tanácselnökének nevezték ki, majd 1951 januárjában nyugdíjazták. Ugyanazon év júliusától az Építésügyi Minisztérium különböző vállalatainál tevékenykedett mint vállalati ügyész, majd 1958-ig mint vállalati jogtanácsos.
Utolsó minisztériumi munkaköréből átszervezés címén távolították el; azt követően három évre ismét felújította ügyvédi tevékenységét, 1961-ben az Kisipari Szövetkezetek Országos Szövetsége (OKISZ) alkalmazottja lett, annak egyik osztályvezetői beosztásából ment nyugdíjba.